# Nicola Zahner
Nicola Zahner (* 2. August 1994) ist ein deutscher Fußballspieler. 
Er durchlief mehrere Jugendmannschaften des VfR Aalen von der C-Jugend bis in die 1. Profimannschaft. Im Alter von 19 Jahren im Jahre 2014 erhielt er einen Profi-Vertrag beim damaligen 2. Ligsten VfR Aalen. In der darauf folgenden Saison wurde Zahner meistens in der 2. Mannschaft des VfR Aalen eingesetzt in der Oberliga Baden-Württemberg (5. Liga). 
Nach dem Abstieg des VfR Aalen in die 3. Liga wurde die 2. Mannschaft des VfR Aalen aufgelöst, Peter Vollmann wurde neuer Trainer des VfR Aalen. In dieser Saison 15/16 stand Zahner in der Hinrunde oft im Kader und spielte gelegentlich. In der Rückrunde war er fast nie im Kader und spielte im letzten Heimspiel der Saison die 2. Halbzeit, welches sein letztes Spiel für den VfR Aalen war.
Zahner wechselte zur neuen Saison 2016/2017 zum Verbandsligisten TSV Essingen (6. Liga), ca. 5 km westlich von Aalen. Nach drei Spielzeiten wechselte er im Sommer 2019 innerhalb der Liga zur TSG Hofherrnweiler-Unterrombach.